# Río de Oro (district)

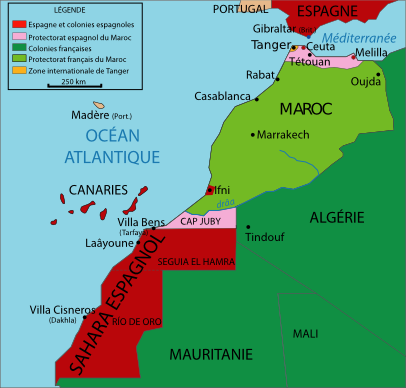
Kaart van de Spaanse Sahara met de provincie Río de Oro

Río de Oro was het zuidelijke van de twee districten van de voormalige Spaanse kolonie Spaanse Sahara. Samen met het noordelijke district Saguia el Hamra maakt het nu deel uit van het door Marokko bezette gedeelte van Westelijke Sahara.  De totale oppervlakte van het district Río do Ouro bedroeg 184.000 km². De hoofdstad was de havenstad Villa Cisneros, nu Dakhla geheten.
De naam Rio do Ouro (Spaans: Río de Oro; Nederlands: Goudrivier) zou per ongeluk door Portugese veroveraars aan het gebied zijn gegeven, omdat ze ten onrechte dachten dat het ging om de wat zuidelijker gelegen rivier Sénégal, die leidde naar een gebied dat rijk aan gouderts was. De rivier die door Río de Oro (nu het zuiden van Westelijke Sahara) loopt is een wadi.
Van 1884 tot 1924 was Río do Ouro een protectoraat van Spanje. In 1924 werd het met het district Saguia el Hamra onderdeel van de nieuw gevormde kolonie Spaanse Sahara. In 1946 werd het met het noordelijker gelegen protectoraat Kaap Juby (Cabo Juby) verenigd tot de kolonie Spaans West-Afrika. In 1952 kwam ook de kolonie Ifni erbij. Spaans West-Afrika werd in 1958 weer opgeheven: Kaap Juby werd overgedragen aan Marokko, Ifni werd weer een aparte kolonie en Saguia el Hamra en Río de Oro vormden tot 1975 de kolonie Spaanse Sahara. 